# Monodontinae
Monodontinae Gray, 1857 è una sottofamiglia di molluschi gasteropodi marini.

## Generi
La sottofamiglia è composta dai seguenti generi:
- Genere Austrocochlea P. Fischer, 1885
- Genere Diloma Philippi, 1845
- Genere † Miofractarmilla Laws, 1948
- Genere Monodonta Lamarck, 1799
- Genere  † Pachydontella Marwick, 1948